# 塔卡特普尔
塔卡特普尔（Takhatpur），是印度恰蒂斯加尔邦Bilaspur县的一个城镇。总人口16989（2001年）。

## 人口
该地2001年总人口16989人，其中男性8650人，女性8339人；0—6岁人口2365人，其中男1218人，女1147人；识字率67.84%，其中男性为76.35%，女性为59.01%。